# Bière Lorraine
Biére Lorraine is een  biermerk in het Franse departement Martinique. Het bier wordt gebrouwen in Brouwerij Lorraine te Le Lamentin. De brouwerij is eigendom van Heineken.
Het is een blonde ‘premium’ lager met een alcoholpercentage van 5%. Dit bier is het best verkopende bier op het eiland en wordt ook  geëxporteerd naar Guadeloupe, Guyana en Frankrijk. Het bier werd bekroond in 2012 met een bronzen medaille op Monde Sélection te Brussel.